# Gubernie Imperium Rosyjskiego na Ukrainie
Gubernie Imperium Rosyjskiego na terenie współczesnej Ukrainy istniały od 1708 r. do upadku caratu w marcu 1917. Liczba guberni wzrastała stopniowo, wraz ze zmianą granic Rosji i jej zdobyczami terytorialnymi kosztem Imperium Osmańskiego i Rzeczypospolitej Obojga Narodów. Maksymalnie było to 12 guberni, z tego 4 tylko częściowo na terenie obecnej Ukrainy – dzieliły się na 102 powiaty i 1989 wołosti.
Po upadku Imperium Rosyjskiego dochodziło do kolejnych zmian organizacyjnych w liczbie i nazwie guberni, jednak samą instytucję guberni utrzymano w czasach rewolucji lutowej, wojny domowej w Rosji, a następnie w Ukraińskiej Socjalistycznej Republice Radzieckiej, do czasu zmiany podziału administracyjnego na obwody i rejony, która nastąpiła na terenie USRR 27 lutego 1932. Organizację systemu gubernialnego w okresie po rewolucji lutowej 1917 r. omawia artykuł Podział gubernialny na Ukrainie (1917–1932).
Podział gubernialny na terenach Ukrainy podporządkowanych administracyjnie Imperium Rosyjskiemu:

## Gubernie w1708
- Gubernia azowska
- Gubernia kijowska (od 18 grudnia 1708)
- Oprócz tego terytoria pułków:
  - połtawskiego
  - sumskiego
  - czernihowskiego

## Gubernie w1796
- Gubernia wołyńska (z siedzibą w Nowogrodzie Wołyńskim)
- Gubernia kijowska
- Gubernia kurska (częściowo)
- Gubernia mińska (częściowo)
- Gubernia noworosyjska (z siedzibą w Noworosyjsku)
- Gubernia podolska (z siedzibą w Kamieńcu Podolskim)
- Gubernia słobodzko-ukraińska (z siedzibą w Charkowie)
- Gubernia czernihowska

## Gubernie w1802
- Gubernia wołyńska (z siedzibą w Żytomierzu)
- Gubernia jekaterynosławska
- Gubernia kijowska
- Gubernia kurska (częściowo)
- Gubernia mińska (częściowo)
- Gubernia podolska
- Gubernia połtawska
- Gubernia słobodzko-ukraińska
- Gubernia taurydzka (z siedzibą w Symferopolu)
- Gubernia chersońska
- Gubernia czernihowska

## Gubernie w1835
- Gubernia wołyńska
- Gubernia jekaterynosławska
- Gubernia kijowska
- Gubernia kurska (częściowo)
- Gubernia mińska (częściowo)
- Gubernia podolska
- Gubernia połtawska
- Gubernia taurydzka
- Gubernia charkowska
- Gubernia chersońska
- Gubernia czernihowska

## Gubernie w1897
- Gubernia besarabska (z siedzibą w Kiszyniowie)
- Gubernia wołyńska
- Gubernia podolska
- Gubernia katerynosławska
- Gubernia kijowska
- Gubernia kurska (częściowo)
- Gubernia mińska (częściowo)
- Gubernia połtawska
- Gubernia taurydzka
- Gubernia charkowska
- Gubernia chersońska
- Gubernia czernihowska